# Tigrán Petrosián
Tigrán Vartánovich Petrosián (en armenio: Տիգրան Վարդանի Պետրոսյան; en ruso: Тигра́н Варта́нович Петрося́н; Tiflis, RSS de Georgia (URSS); 17 de junio de 1929-Moscú, RSFS de Rusia; 13 de agosto de 1984) fue un ajedrecista soviético, étnicamente armenio, noveno campeón mundial de 1963 a 1969.

## Biografía
Armenio de origen, nació sin embargo en la Georgia soviética, en Tiflis, adonde su padre había huido desde Turquía. Fue un excelente estudiante, amante del saber, al igual que su hermano Hmayak y su hermana Vartoosh. Aprendió a jugar al ajedrez a los 8 años, aunque su padre analfabeto Vartan lo alentó a seguir otro camino, ya que pensaba que era poco probable que el ajedrez le diera éxito a su hijo en el futuro. Petrosian quedó huérfano de ambos padres durante la Segunda Guerra Mundial, en 1944, y se vio obligado a trabajar como barrendero y en un club de oficiales para alimentar a sus hermanos. 
De la mano de su mentor y primer maestro Archil Ebralidze (quien tradujo los libros de Lasker, Capablanca y Euwe al georgiano), empezó a abrirse paso en los torneos y en 1944 obtuvo el título de Campeón juvenil de la URSS. Estudió el famoso manual Mi sistema de Aron Nimzowitsch y además las partidas de Lasker y Capablanca y ganó los campeonatos de Georgia y de Armenia. Después empezó a entrenarse en Ereván con Guénrij Kasparián.
Entonces decidió mudarse a Moscú (1947), donde se doctoraría en Filosofía con una tesis titulada Algunos problemas de lógica en el análisis ajedrecístico (1968). En el futuro, además, llegó a ser redactor jefe de la famosa revista rusa 64 (1968-1977) y dirigirá la escuela de ajedrez del club "Spartak" de Moscú. Fue, además, un gran aficionado a la música de Chaikovski y Wagner a pesar de su temprana sordera, que combatía con un audífono (que desconectaba para concentrarse más cuando jugaba), y fotógrafo aficionado.
En 1951 ganó el Campeonato de Moscú y la Semifinal del XIX Campeonato de la URSS, y compartió el segundo puesto en la final. En 1952 salta a la consideración mundial con su 2°/3° puesto compartido en el Interzonal de Estocolmo. Sus resultados en los torneos trienales de candidatos mostraron un paso firme hacia la cumbre: 5.º en Zúrich en 1953; 3.º en Ámsterdam en 1956; 3.º en Yugoslavia en 1959; vencedor en Curazao en 1962.  
Después de jugar en el Interzonal de Estocolmo de 1962, Petrosian se clasificó para el Torneo de Candidatos en Curazao junto con Pal Benko, Miroslav Filip, Bobby Fischer, Efim Geller, Paul Keres, Viktor Korchnoi y Mijaíl Tal. Petrosian, en representación de la Unión Soviética, ganó el torneo de candidatos con una puntuación final de 17½ puntos, seguido por sus compañeros soviéticos Geller y Keres cada uno con 17 puntos y el estadounidense Fischer con 14.  Fischer acusó más tarde a los jugadores soviéticos de arreglar tablas entre ellos y de haberse "aliado" contra él para evitar que ganara el torneo. Como evidencia de esta afirmación, señaló que los 12 juegos jugados entre Petrosian, Geller y Keres fueron empates. Los estadísticos señalaron que cuando jugaban entre sí, estos competidores soviéticos promediaban 19 movimientos por juego, en comparación con 39,5 movimientos cuando jugaban contra otros competidores. La FIDE luego ajustó las reglas y el formato para tratar de evitar una futura colusión en los Candidatos.    
En 1963 derrotó a Mijaíl Botvínnik 12,5-9,5, convirtiéndose en campeón mundial. Después obtuvo varios triunfos en diversos certámenes (Los Ángeles, 1963; Buenos Aires, 1964; Moscú, 1964, etc.), pero también tuvo algunas malas actuaciones.  
Petrosián logró retener el título en 1966 al vencer exiguamente a Borís Spaski por 12,5-11,5. En 1969 lo perdió también por poco ante el mismo Spaski por 12,5-10,5. El nuevo campeón había aprendido la lección: en 1966 se había presentado demasiado confiado en sus posibilidades y creía firmemente que Petrosián no tenía tanto talento como la gente afirmaba. Pero no consiguió romper las defensas del armenio y su desesperación lo llevó a cometer errores que lo condujeron a la derrota. En 1969, sin embargo, jugó un ajedrez más tranquilo, parecido al estilo de Petrosián, y acabó alzándose con el título. Fue precisamente su consideración de las habilidades de su granítico adversario lo que le llevó al triunfo. Cae ante Bobby Fischer en la final de candidatos de 1971 y ante el disidente Korchnoi en 1974. Al volver a la URSS derrotado por "el traidor" (que volvió a eliminarlo en 1977 y 1980), es destituido como director de la revista 64. Entretanto ganó los torneos de San Antonio 1972, Las Palmas 1973, Ámsterdam 1973, Long Pine 1976, Tallin 1979, otra vez Las Palmas en 1980, Ereván 1980 y Bar 1980.
Un importante sistema de apertura lleva su nombre: la variante Petrosián de la Defensa india de rey (1. d4 Cf6 2. c4 g6 3. Cc3 Ag7 4. e4 d6 5. Cf3 O-O 6. Ae2 e5 7. d5 Cbd7 8. Ag5).

## Estilo
Fue famoso por ser uno de los jugadores que mejor entendieron la profilaxis. Los movimientos profilácticos son aquellos que no solo mejoran la situación de las propias piezas sino que evitan que el adversario mejore las suyas. Petrosián fue un maestro en el arte de frustrar los planes del rival. Se defendía tan bien que eliminaba las amenazas antes de que éstas se materializaran, antes incluso de que sus adversarios pensaran en ellas. Muchos han considerado que su estilo era aburrido, pero esta crítica es injusta. Su dominio del juego posicional era magistral: en lugar de lanzarse al ataque prefería conseguir pequeñas ventajas que acumulaba, mantenía y aprovechaba con una precisión matemática. Por esto fue apodado como  “el tigre de acero” por lo difícil que era romper su defensa. Además de haber sido uno de los mejores estrategas de ajedrez, tenía una gran visión táctica y era un eximio finalista. Hoy día, sus partidas sirven como ejemplo en las escuelas de ajedrez de todo el mundo. En su libro Ajedrez en la cumbre, hay un capítulo que se llama "El adversario difícil" en el que cuenta cómo va surgiendo ante un jugador un adversario con quien le resulta especialmente difícil jugar. En el caso de Petrosián, según sus propias palabras, su rival más incómodo fue Lajos Portisch.

## Resumen cronológico
- Nace en Tiflis (Georgia), el 17 de junio de 1929.
- Consigue el título de Maestro Internacional y el título de Gran Maestro en el mismo año, 1952.
- Se proclama Campeón Mundial ante Botvínnik el 20 de mayo de 1963.
- Revalida su título ante Spaski el 9 de junio de 1966.
- Pierde su título ante Spaski el 17 de junio de 1969.
- Fallece el 13 de agosto de 1984 en Moscú.